# Ränni, Nystad
Ränni är en ö i Finland. Den ligger i Bottenhavet och i kommunen Nystad i den ekonomiska regionen  Nystadsregionen i landskapet Egentliga Finland, i den sydvästra delen av landet. Ön ligger omkring 78 kilometer nordväst om Åbo och omkring 220 kilometer väster om Helsingfors.
Öns area är 23,1 hektar och dess största längd är 1,1 kilometer i sydöst-nordvästlig riktning. I omgivningarna runt Ränni växer i huvudsak barrskog.